# カノーアン島
カノーアン島（カノーアンとう、Canouan Island）とはカリブ海の島国、セントビンセント・グレナディーンのグレナディーン諸島にある小さな珊瑚礁の島である。島の中心地はチャールズタウン。観光が盛んなリゾート地である。
カノーアン島名義の切手が1997年より発行されている。